# Brooke van Velden

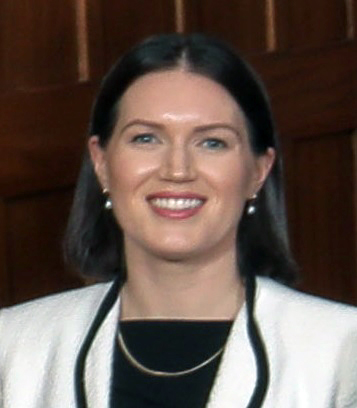
Brooke van Velden (2023)

Brooke Olivia van Velden (* 15. Oktober 1992 in Auckland) ist eine neuseeländische Politikerin der Partei ACT New Zealand.

## Leben
Van Velden wurde am 15. Oktober 1992 als jüngste von vier Kindern in Auckland geboren. Ihre Mutter, Adele, war eine Krankenschwester und ihr Vater, Robin, ein Mechaniker und ihre drei Geschwister alle Jungens. Die Kinder wurde erzogen eine eigene Meinung zu haben und diese auch zu vertreten.
Van Velden besuchte die Cornwall Park District School, die Greenhithe Primary School und das St Cuthbert's College in Auckland, wo sie auch dem Chor der Schule beitrat. Während ihrer Zeit an der University of Auckland, an der sie in den Fächer Ökonomie und Internationaler Handel studierte, förderte sie ihren Gesang im Auckland Welsh Choir und kam erstmals in Kontakt mit Parteimitgliedern der ACT New Zealand. Im Mai 2016 schloss sie dann ihr Studium mit einem Bachelor of Arts und einem Bachelor of Commerce ab.

## Berufliche Karriere
Van Velden war zunächst als Fabrikarbeiterin und Beraterin für Unternehmensangelegenheiten tätig und als im Jahr 2017 der Parteivorsitzende der ACT New Zealand, David Seymour, sie fragte, ob sie Interesse hätte nach Wellington zu ziehen und ihm bei dem Projekt zum End of Life Choice Act (Gesetz über die Wahlfreiheit am Lebensende) zu helfen, an dem er bereits seit dem Jahr 2015 gearbeitet hatte, sagte sie zu. Das Gesetz bekam eine Mehrheit im Parlament und erlangte im Jahr 2019 Gesetzeskraft.

## Politische Karriere
David Seymour war von van Velden so überzeugt, dass er dafür sorgte, dass sie mit nur 27 Jahren seine stellvertretende Parteivorsitzende werden konnte.
Im Wahljahr 2020 trat van Velden über die Liste ihrer Partei erstmals für einen Sitz im Neuseeländischen Parlament an und gewann. 2020 gewann sie dann schließlich ein Direktmandat über den Wahlbezirk Tāmaki mit einem Anteil von 43,19 % der abgegebenen Stimmen.
| Wahljahr | Direktkandidat    | Stimmen | Partei         | Stimmen |
| -------- | ----------------- | ------- | -------------- | ------- |
| 2023     | Nicola van Velden | 43,19 % | National Party | 52,42 % |

Im Jahr 2023 verlor Labour ihre Regierungsmehrheit und mit dem guten Abschneiden der National Party, konnte Christopher Luxon mit seiner Partei über eine Drei-Parteien-Koalition eine Regierung bilden, deren Teil van Velden mit zwei Ministerämtern wurde (siehe nachfolgend).

### Ministerämter in der Regierung Luxon
Mit der Regierungsbildung vom 27. November 2023 übernahm van Velden folgende Ministerämter:
| Minister                                    | vom               | bis     |
| ------------------------------------------- | ----------------- | ------- |
| Minister of Internal Affairs                | 27. November 2023 | aktuell |
| Minister for Workplace Relations and Safety | 27. November 2023 | aktuell |

Quelle: Department of the Prime Minister and Cabinet